# Ludwig von Welden
Franz Ludwig von Welden (Laupheim, 16 giugno 1780 – Graz, 7 agosto 1853) è stato un generale austriaco, la cui carriera culminò con l'assegnazione del comando in capo dell'artiglieria.

## Biografia
Nacque a Laupheim il 16 giugno 1780. Ludwig con Welden si unì all'esercito del Ducato di Württemberg nel 1798, prendendo parte alla guerra rivoluzionaria contro la Francia tra il 1799-1800. Nel 1802 prestò servizio con l'Austria e fu fatto prigioniero dai francesi nella guerra del 1809. A seguito di uno scambio di prigionieri, von Welden fu liberato e combatté nella battaglia di Aspern-Essling.
Nel 1812 entrò a far parte dello stato maggiore presso la sede del comando del principe Karl Philipp Schwarzenberg. Dopo essere stato promosso al grado di tenente colonnello, Ludwig von Welden servì con distinzione come ufficiale di stato maggiore in Italia nel 1814, e dopo la caduta della fortezza di Mantova, ebbe l'incarico di rimpatriare i resti della guarnigione francese. Nel 1815 prese parte alla campagna nell'Italia meridionale contro l'esercito di Gioacchino Murat, re di Napoli. Durante questa impresa fu promosso al grado di colonnello e, nel 1816, a quello di brigadiere del Genio.
Successivamente divenne responsabile della direzione topografica e nel 1821 partecipò alla campagna contro il Regno di Sardegna. Curò l'indagine topografica di quella regione e nel 1824 pubblicò una monografia sul Monte Rosa.
Dal 1832 al 1838, fu delegato presso la Commissione militare centrale della Confederazione germanica di Francoforte. Promosso al grado di maresciallo luogotenente, assunse il comando di una divisione a Graz nel 1838, e nel 1843 quella del Comando generale del Tirolo. Nel corso della prima guerra di indipendenza italiana del 1848, garantì, da Trento, al generale Radetzky, le linee di comunicazione per l'Austria della Valle dell'Adige contrastando le colonne dei Corpi Volontari Lombardi che erano avanzate fino a Vezzano.
Nel settembre del 1848, Ludwig von Welden fu nominato governatore della Dalmazia con la delega di poteri militari e civili. Lavorò con la stessa capacità nella direzione del governatorato di Vienna dopo che la capitale fu riconquistata dalle truppe imperiali dopo la rivoluzione del 1848.
A seguito del fallimento del principe di Windischgrätz nella soppressione dei movimenti insurrezionali della rivoluzione ungherese del 1848, von Welden assunse il comando supremo dell'esercito austriaco in Ungheria nel mese di aprile del 1849. Tuttavia, dopo la conquista della città ungherese di Ofen avvenuta in maggio, fu sostituito da Julius Jacob von Haynau e tornò a Vienna per riprendere il posto di governatore, essendo stato anche promosso al secondo rango più alto dell'esercito austriaco, quello di "feldzeugmeister".
A causa della sua malferma salute, von Welden si ritirò dal servizio militare attivo nel 1851, e morì a Graz nel 1853.